# Henrique Chaves
Henrique José Monteiro Chaves (ur. 16 kwietnia 1951 w Lizbonie) – portugalski polityk i prawnik, parlamentarzysta, w 2004 minister.

## Życiorys
W młodości uprawiał tenis, reprezentował Portugalię w Pucharze Davisa. W 1975 ukończył studia prawnicze na Uniwersytecie Lizbońskim. W okresie przemian politycznych z 1974 był współzałożycielem Partii Socjaldemokratycznej. W latach 1974–1975 zasiadał w samorządzie miejskim Lizbony, następnie do 1976 pełnił funkcję zastępcy sekretarza stanu odpowiedzialnego za sądownictwo w jednym z rządów tymczasowych. W 1979 rozpoczął praktykę w zawodzie adwokata, wchodził w skład władz portugalskiej adwokatury. Obejmował także funkcje menedżerskie w różnych przedsiębiorstwach.
W 1999 i 2002 z ramienia PSD uzyskiwał mandat posła do Zgromadzenia Republiki VIII i IX kadencji. W lipcu 2004 został ministrem delegowanym przy premierze w rządzie Pedra Santany Lopesa. W listopadzie przeszedł na stanowisko ministra do spraw młodzieży i sportu, jednak ustąpił z tej funkcji na początku grudnia. Powrócił następnie do praktyki adwokackiej.